# Каменка (Краснополянское сельское поселение)
Каменка — деревня в Никольском районе Вологодской области.
Входит в состав Краснополянского сельского поселения, с точки зрения административно-территориального деления — в Краснополянский сельсовет.
Расстояние до районного центра Никольска по автодороге — 10 км. Ближайшие населённые пункты — Верхний Рыстюг, Селиваново, Носково.
По переписи 2002 года население — 3 человека.